# Phallus indusiatus
Espèce
Synonymes
- Dictyophora indusiata (Vent.) Desv. (1809)
- Hymenophallus indusiatus (Vent.) Nees (1817)

Le Satyre voilé, Dame voilée ou Tisseur de soie est une espèce de champignons basidiomycètes de la  famille des Phallacées. Elle a été décrite pour la première fois par le mycologue français Ventenat en 1799 sous le binôme Phallus indusiatus.

## Description
L'œuf est plus ou moins sphérique, mesurant de 3 à 4 (6) cm de diamètre, blanc ou se teintant rarement de brun rougeâtre ou de mauve au frottement. Il est muni d'un cordon mycélien et d'une touffe de rhizoïdes à la base. L'éclosion commence généralement dans les premières heures de la journée par la rupture du péridium sous la poussée du sporophore en expansion rapide (2-4 heures selon la température ambiante en zone subtropicale).
Le chapeau est conique, mesurant de 1,5 à 4 cm de haut. Il est nettement distinct du stipe, fortement réticulé en relief et forme des cratères qui retiendront la gléba, rappelant à la fois les alvéoles des morilles et les mailles de son indusie qui en sera bientôt le prolongement. Son sommet est percé d'un méat circulaire, parfois saillant. Le tricotage de l'indusie émerge du bord du chapeau, sous la gléba, pour descendre en cloche grillagée de dentelle blanche, jusqu'au contact du sol. Sa vitesse de croissance est de 2-4 mm/min et s'effectue en deux heures environ, en fonction du taux d'humidité et de la température.
La gléba est colorée d'un brun verdâtre à vert glauque, olive foncé. Elle est très visqueuse, épousant étroitement le relief du chapeau réticulé-alvéolé et dégage une odeur nauséabonde et incommodante.
Le stipe est cylindrique, mesurant de 15 à 20 cm de long (exceptionnellement 25 cm) par 1,5 à 3 cm de diamètre. Il est blanc, poreux et tubulaire, de consistance spongieuse, fait de 2 ou 3 couches de cellules aérées, et est aussi léger que du polystyrène. Sa vitesse de croissance est de 1 à 2 mm par minute selon la température et l'humidité ambiante,.
Les spores mesurent de 2 à 3 µm de long pour 1 à 1,5 µm de large. Elles sont ovales à elliptiques, étroites, lisses et hyalines.

Phallus indusiatus
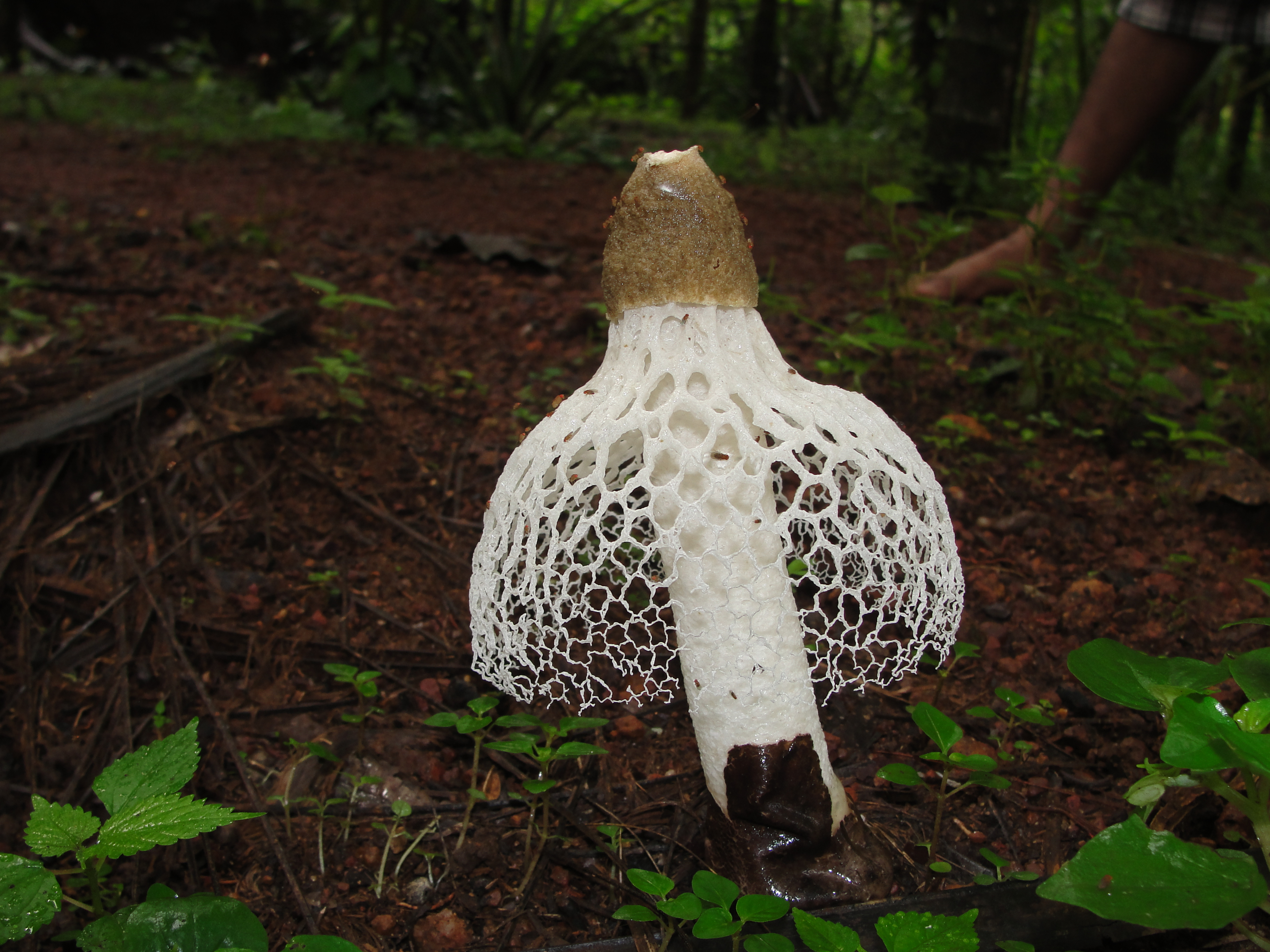
Inde.
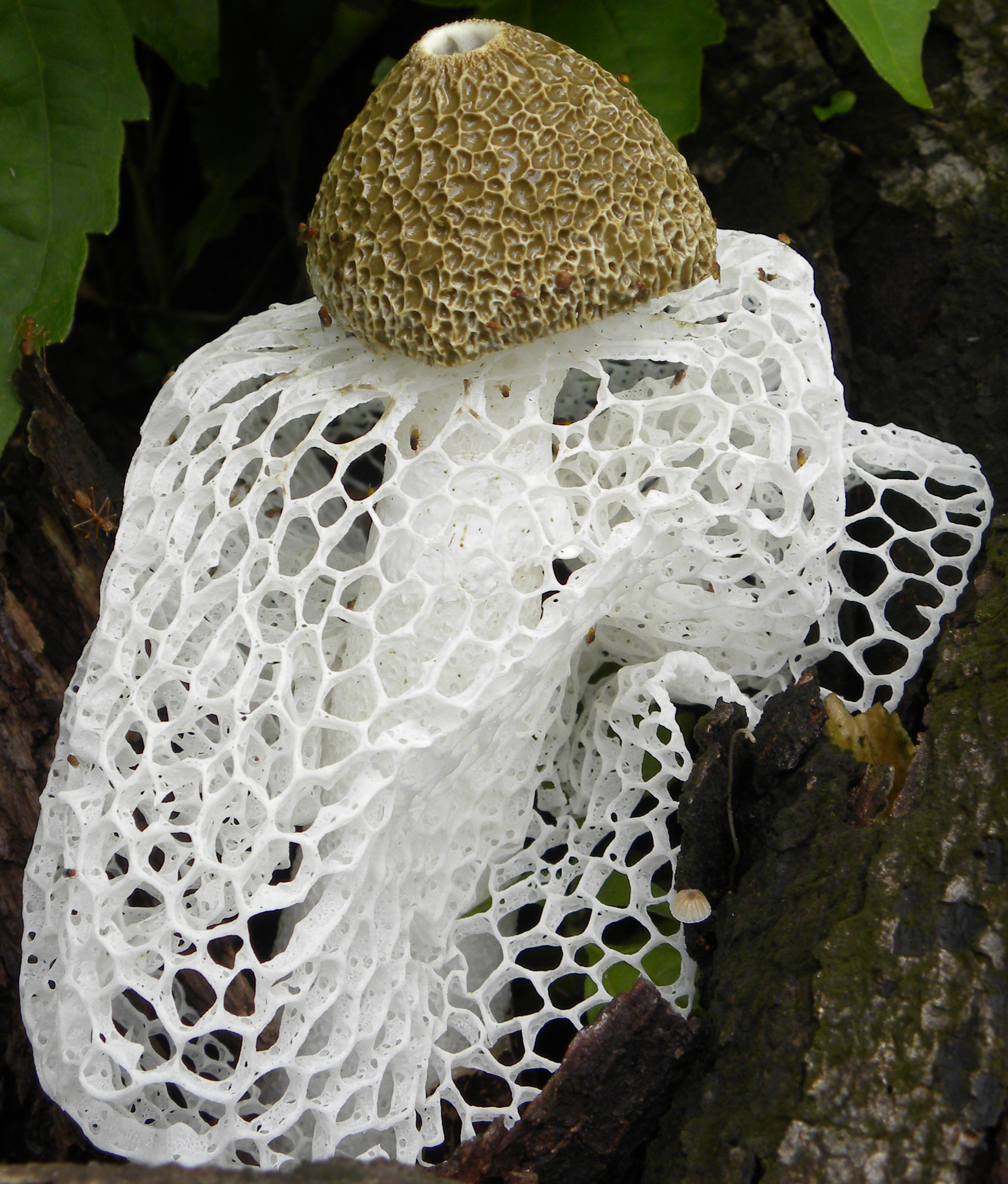
Inde.
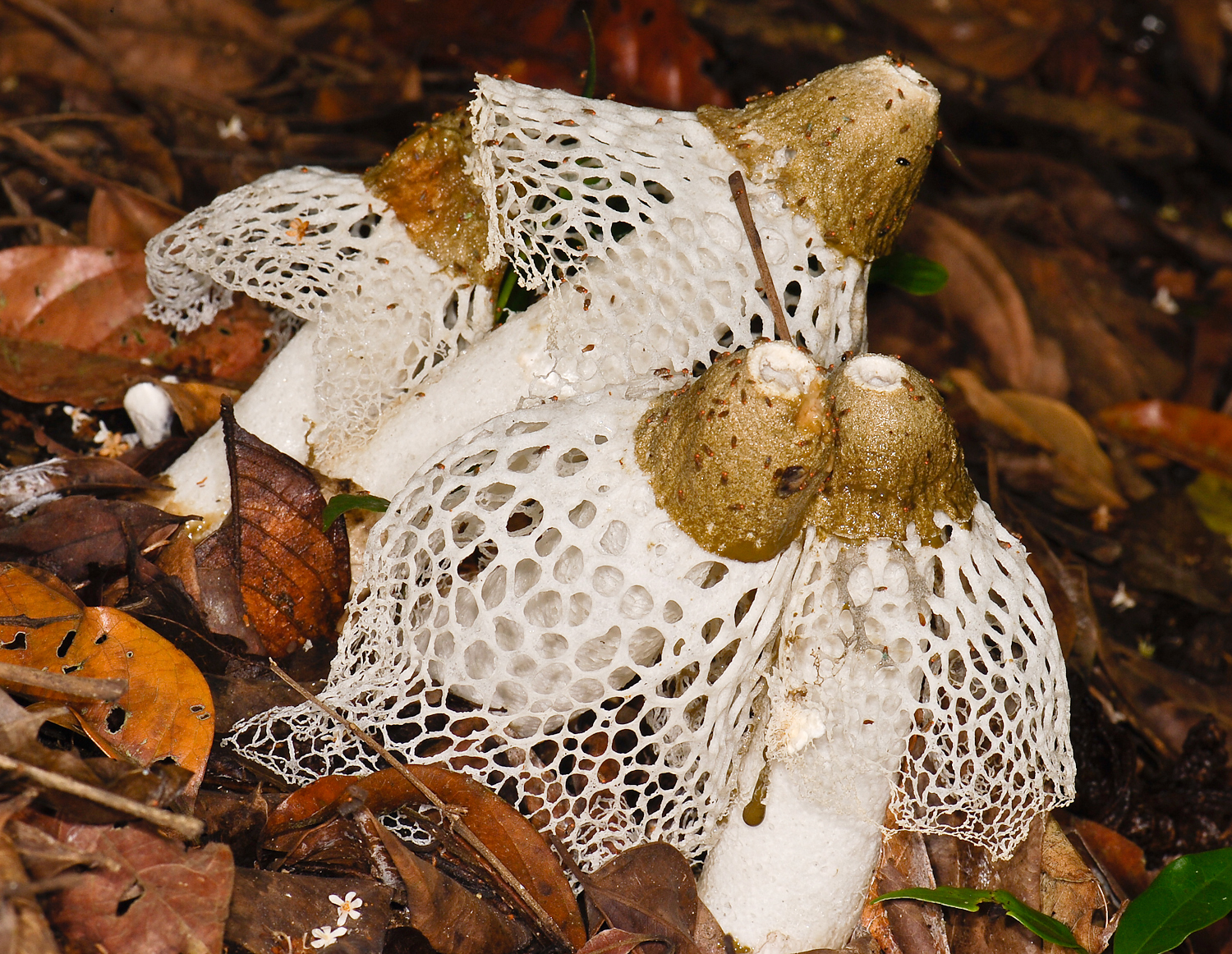
Costa Rica.
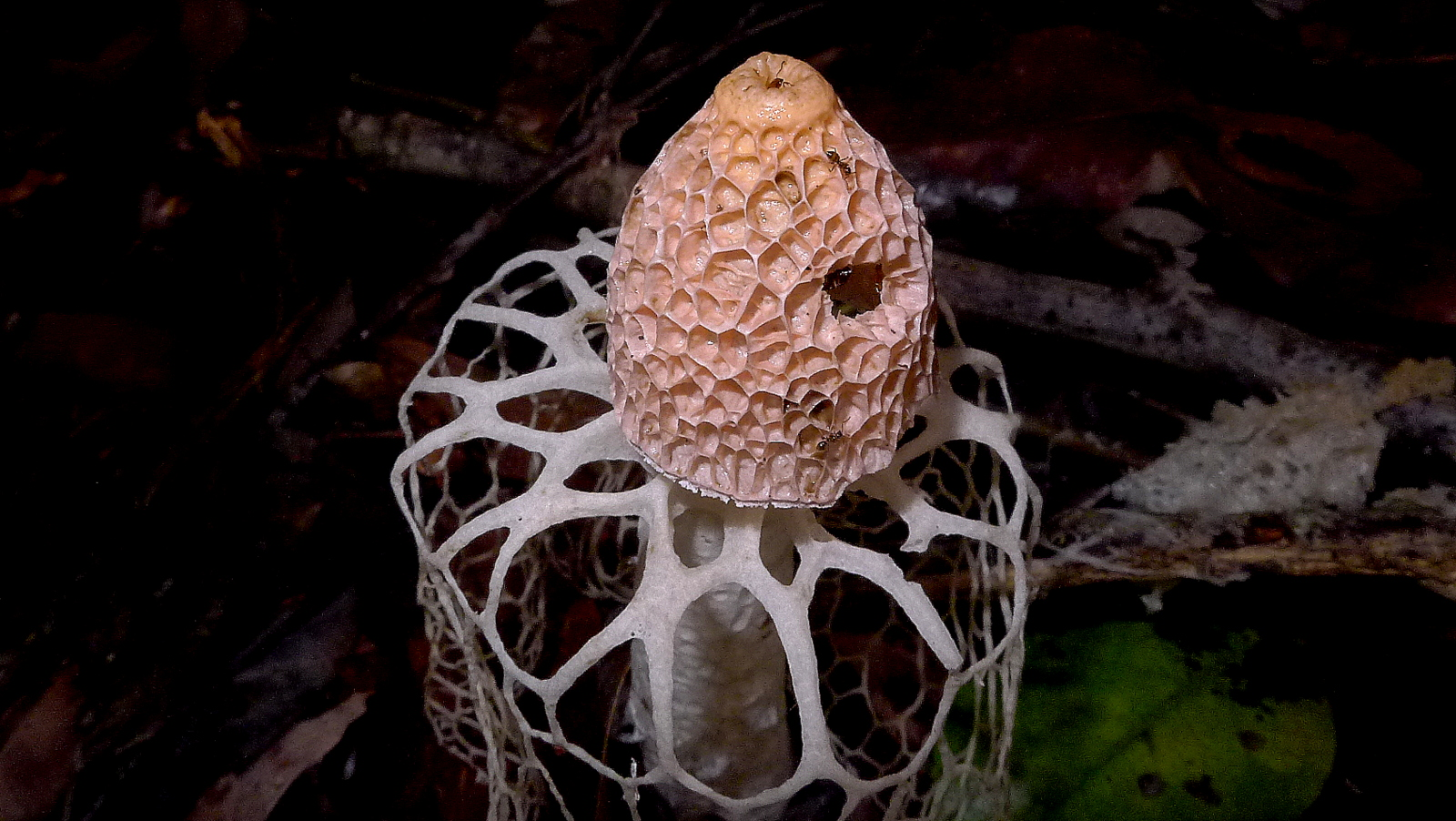
Chapeau (Brésil).
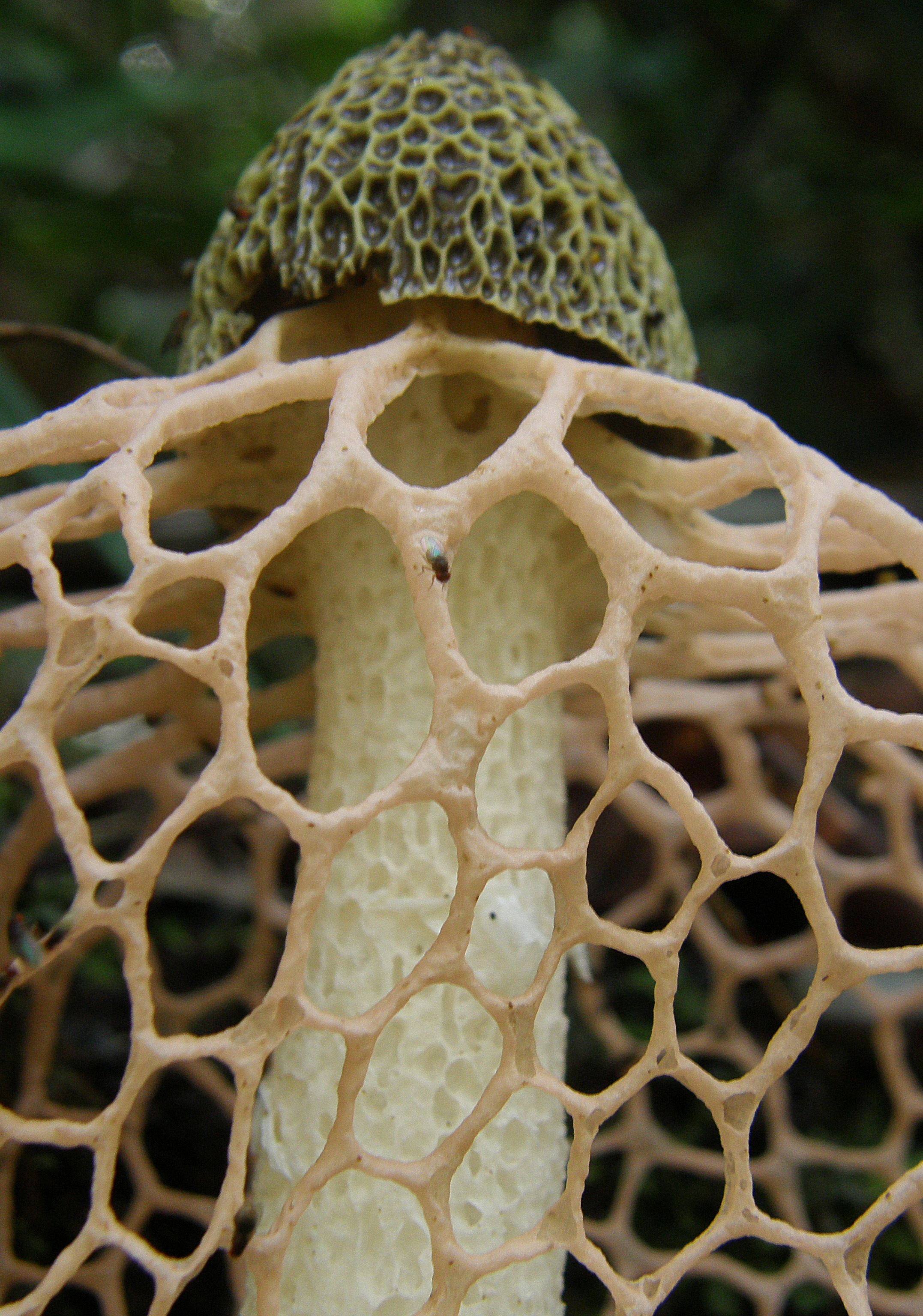
Voile.
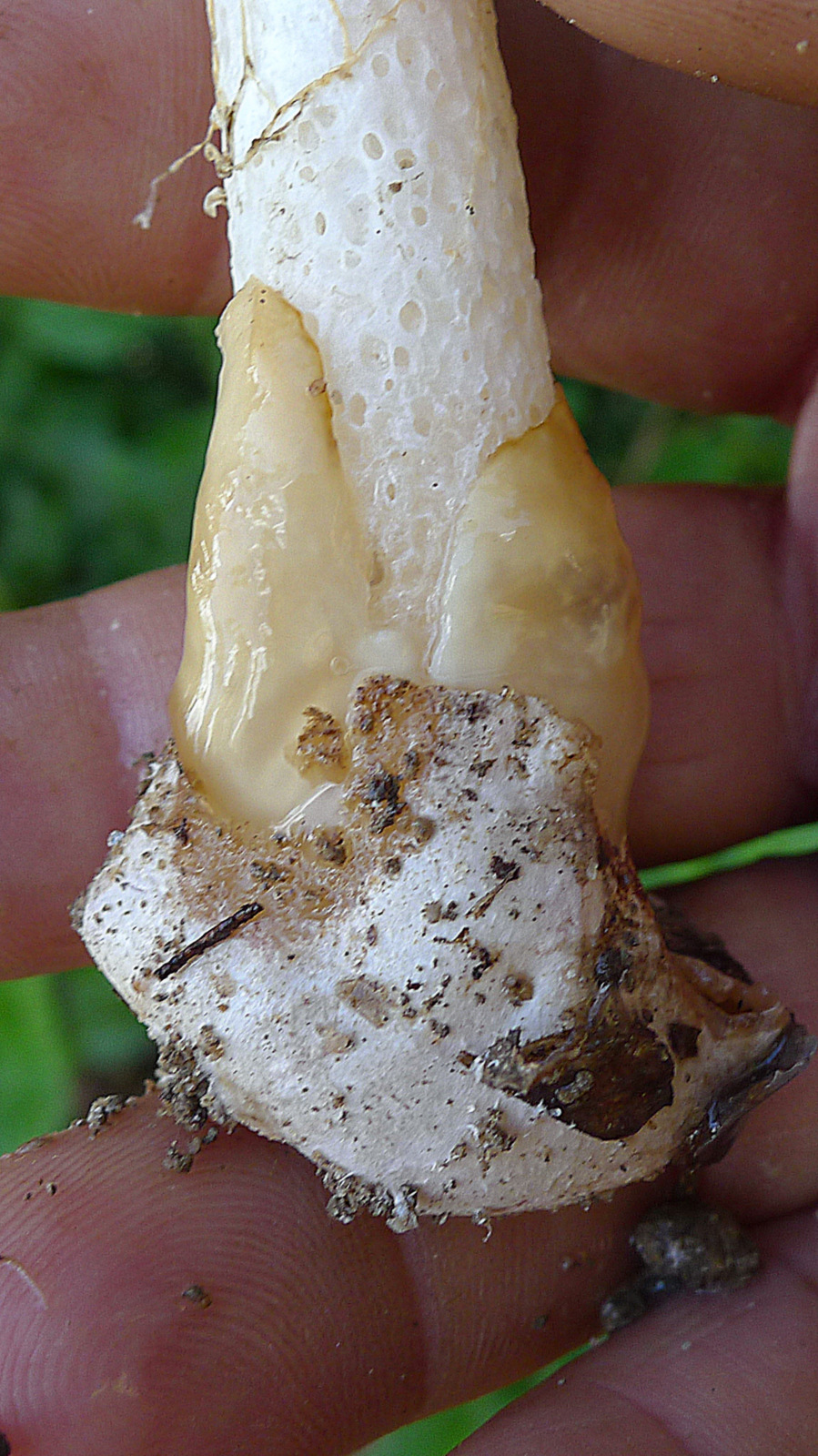
Base du stipe (Brésil).

## Simples formes ou espèces très proches?
Phallus luteus est traditionnellement considéré comme une forme jaune de Phallus indusiatus ou Dictyophora indusiata. Certains auteurs la considèrent comme une espèce à part entière, et l'ont élevé au rang d'espèce en 2009,. Elle se distingue de la fo. indusiata par son indusie d'un beau jaune d’œuf, la volve rougissante et le mycélium violaçant à l'air.

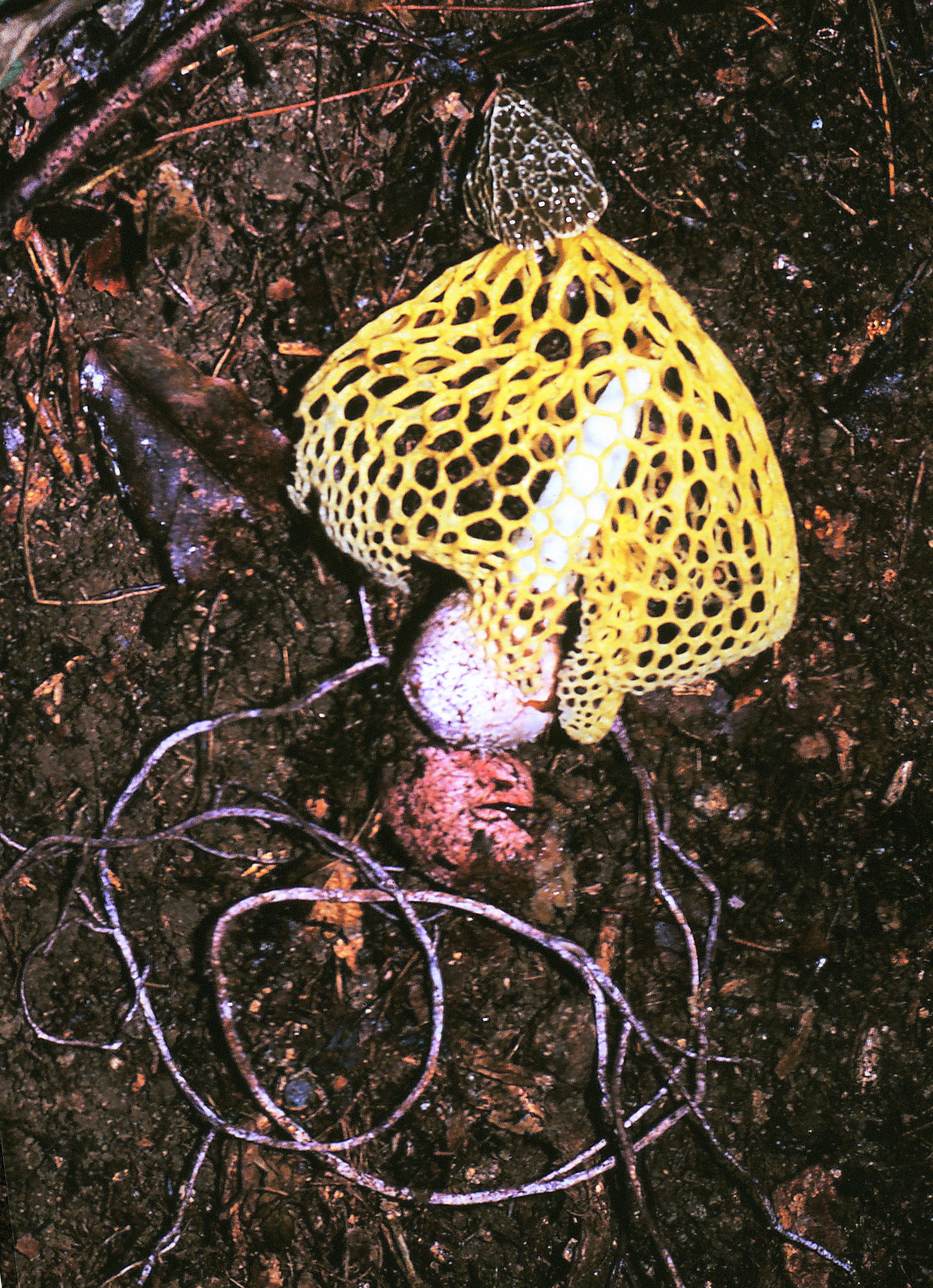
forme jaune ウスキキヌガサタケ
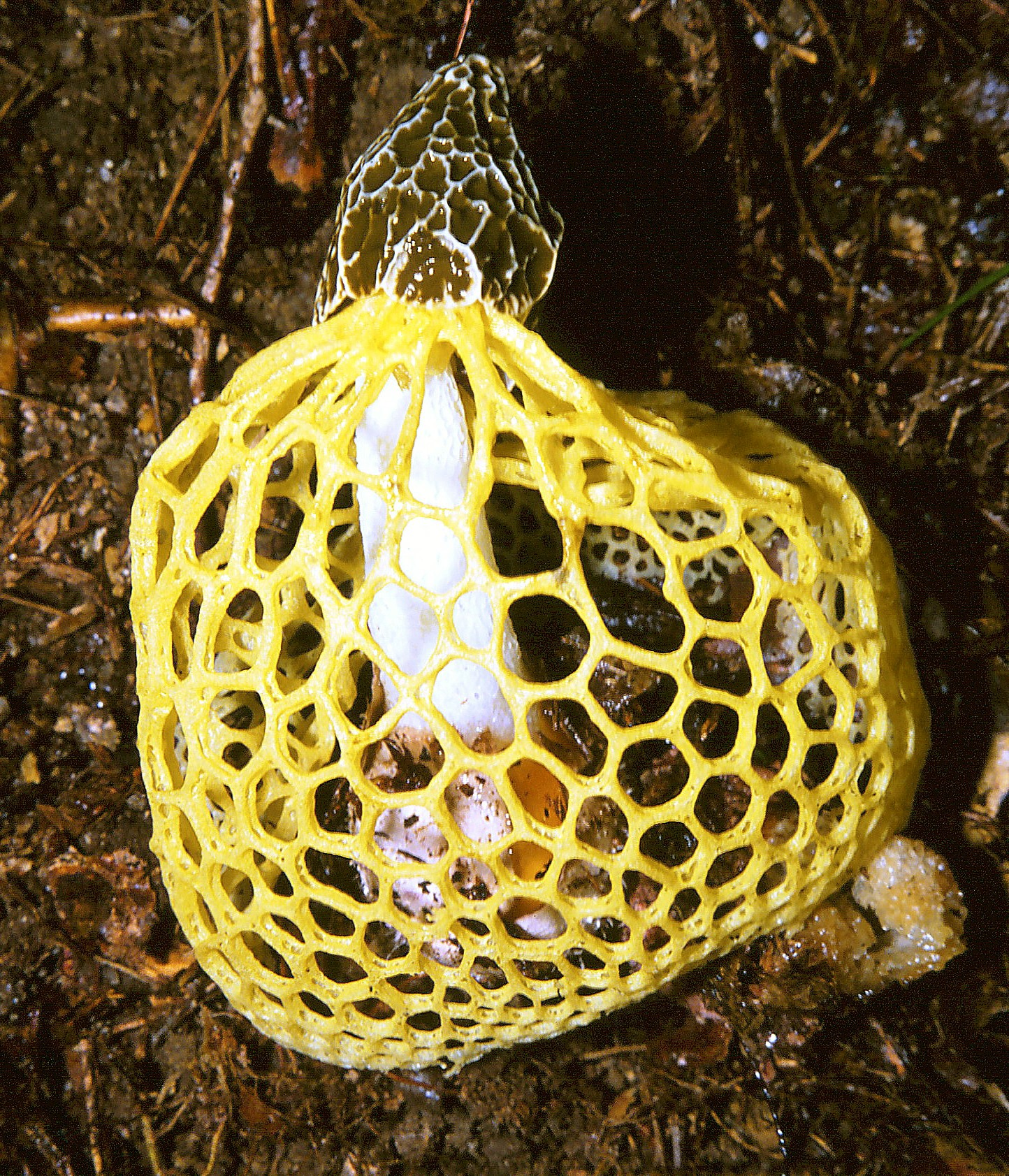
a typo differt couleur jaune d'œuf de l'indusie, exoperidium et mycelium violaçant au contact de l'air
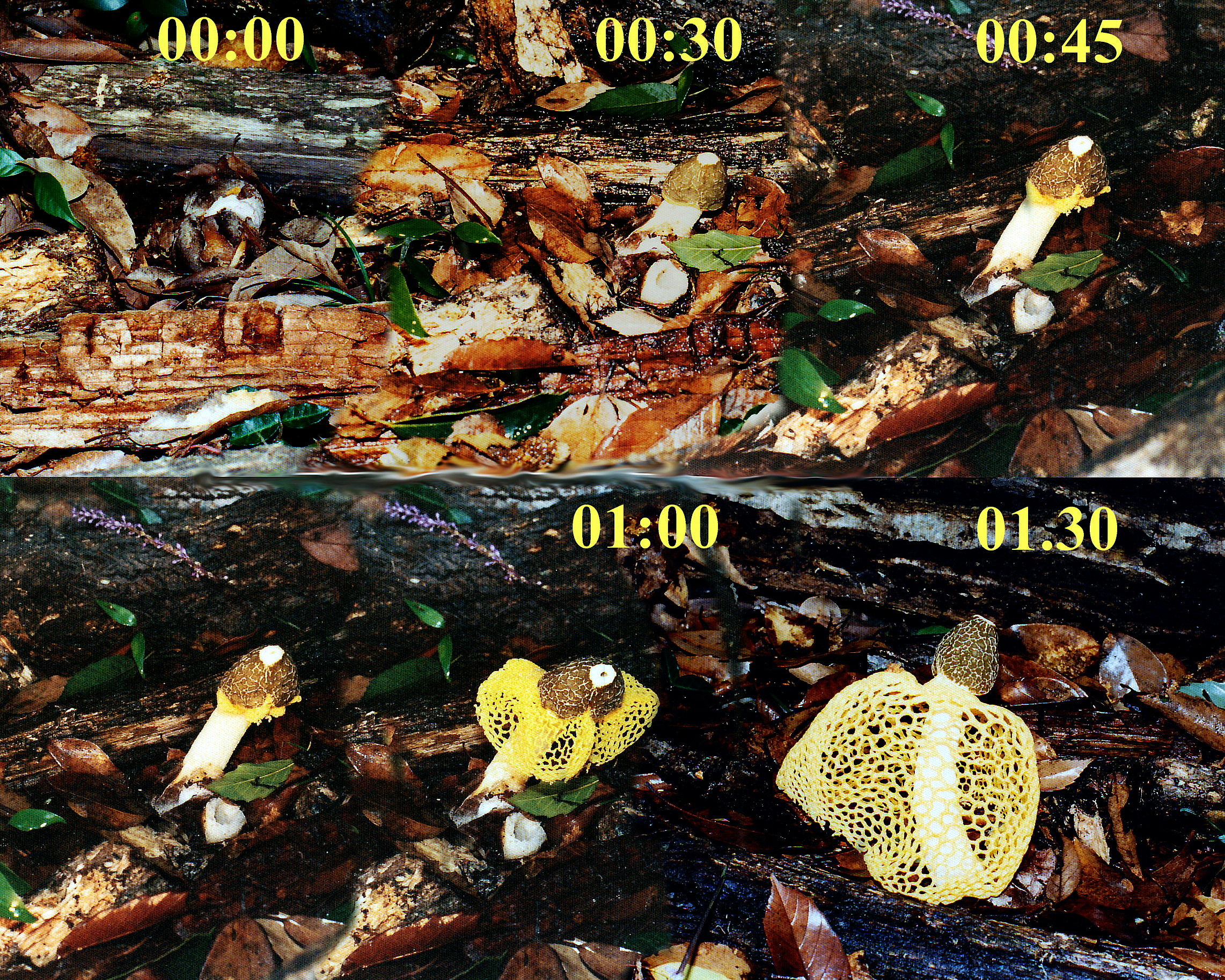
Croissance de l'indusie (Phallus luteus) en deux heures environ.

## Comestibilité
Cette espèce est consommée en Chine. Cependant, sa comestibilité est discutable.

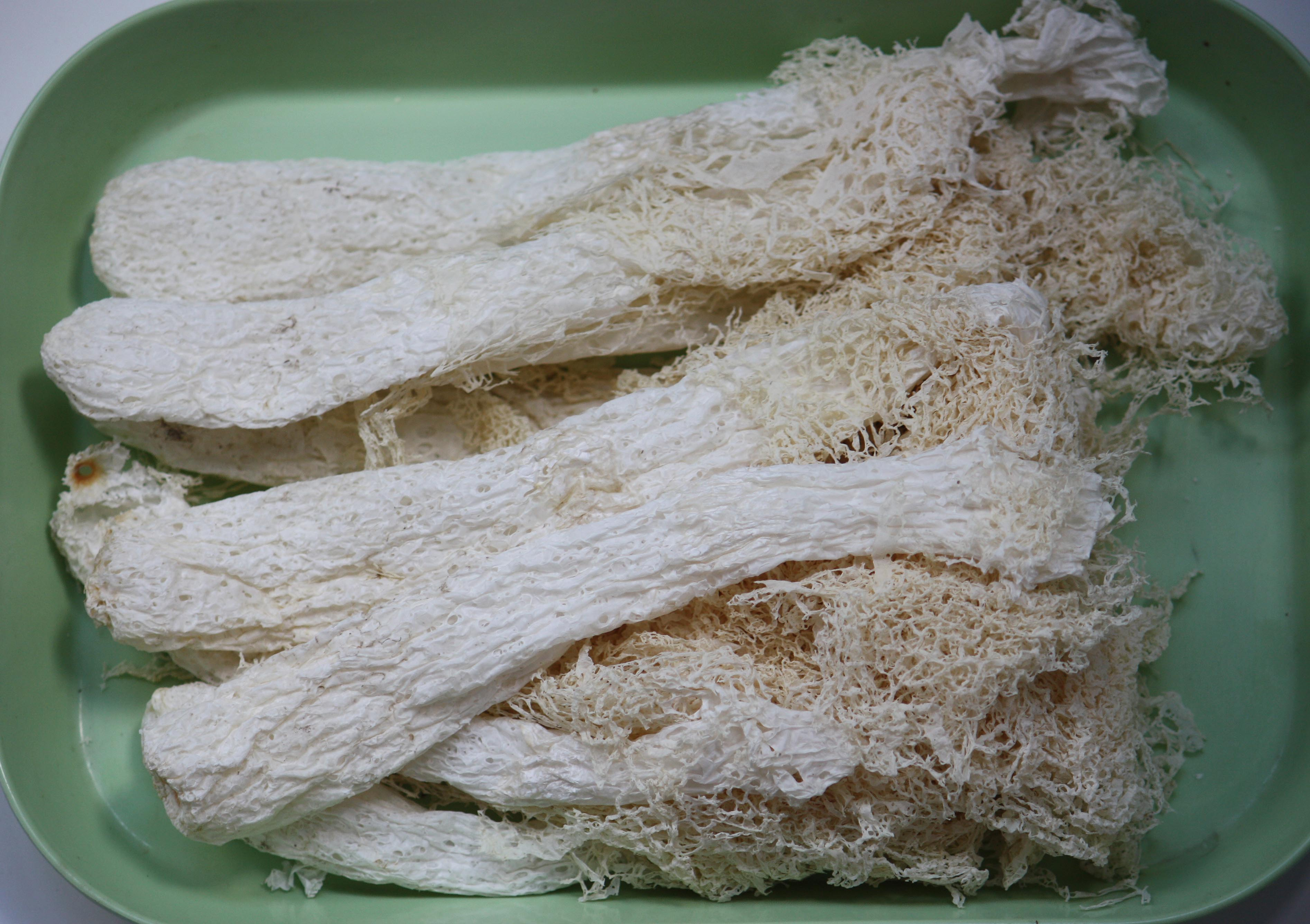
Satyres voilés séchés.
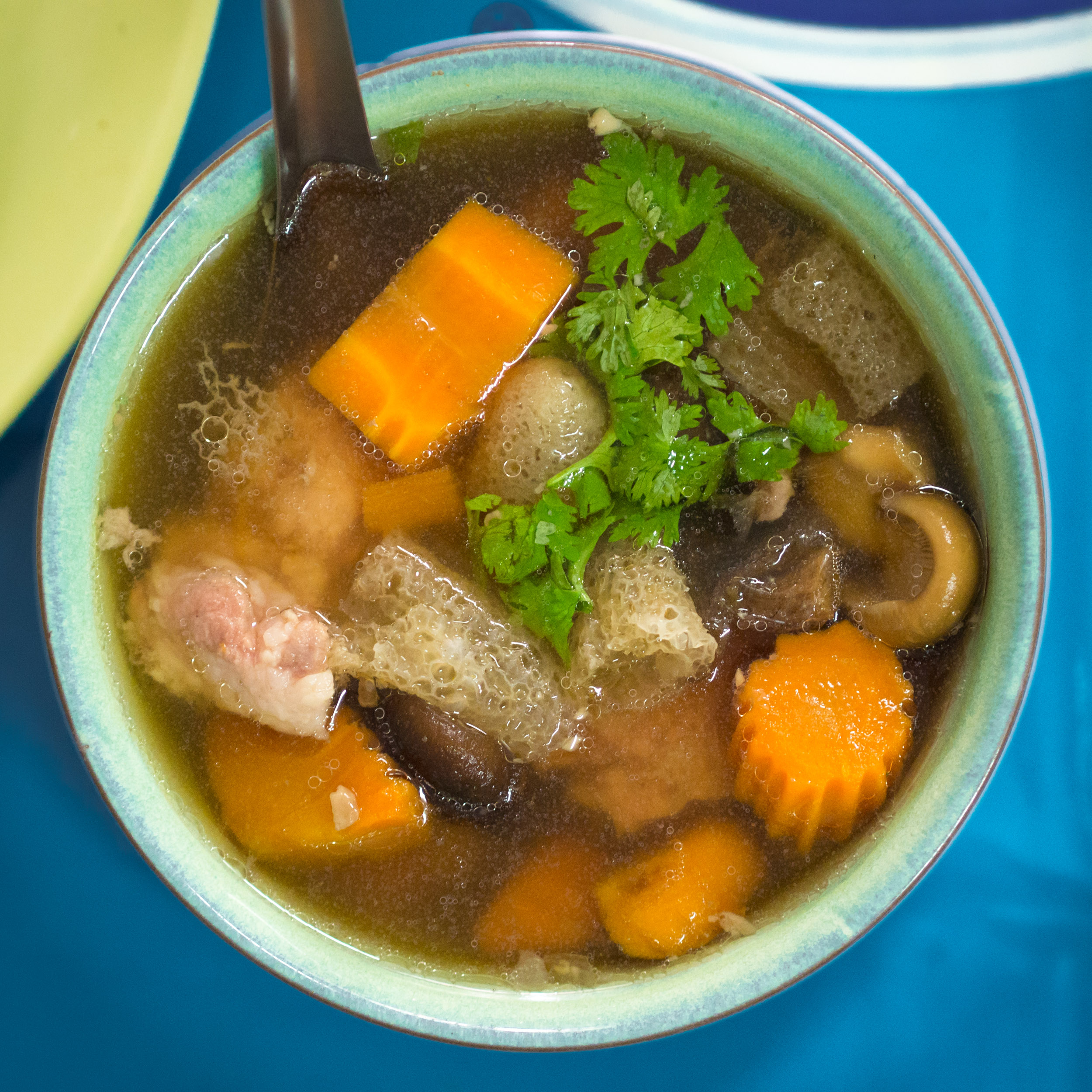
Soupe contenant des satyres voilés (Thaïlande).

## Écologie et répartition
P. indusiatus est une espèce thermophile et subtropicale à tropicale. Peu commune à rare, elle fructifie isolée ou en troupe, sous les bambous, ou parfois rudérale. Elle se rencontre en Afrique, en Asie, en Amérique du Sud, en Australie, en juin et en automne au Japon. Elle a été également signalée en Guyane française, en Guadeloupe, et en Martinique.[réf. nécessaire] ainsi qu’en Polynésie Française sur les îles de Raiatea en 2010 (mont Temehani) et de Tahiti en 2023